# Lake Castalia
Der Lake Castalia ist ein Gebirgssee im Queenstown-Lakes District der Region Otago auf der Südinsel von Neuseeland.

## Geographie
Der rund 4 Hektar große Lake Castalia befindet sich in den neuseeländischen Alpen, eingebettet zwischen 1715 m bis 2160 m hohen Berggipfeln, von den der nordnordwestlich des Sees liegende Mercury Peak der höchste von ihnen ist. Der See besitzt mit einer Länge von rund 380 m eine längliche Nordwest-Südost-Ausdehnung und misst an seiner breitesten Stelle rund 120 m in Südwest-Nordost-Richtung. An seinem südlichen Ende entwässert der See in den Wilkin River North Branch.

## Wanderwege
Der Lake Castalia ist vom Blue Pools Car Park am New Zealand State Highway 6 über folgende Wanderwege aus zu erreichen:
- 22,0 km – Blue Pools --> Young Hut, 7 bis 9 Stunden
- 12,0 km – Young Hut --> Siberia Hut, 6 bis 8 Stunden
- 05,5 km – Siberia Hut --> Kerin Forks Hut, Zeit nicht bekannt
- 15,0 km – Kerin Forks Hut --> Top Forks Hut, 6 bis 8 Stunden
- 08,0 km – Top Forks Hut --> Lake Castalia, 4 bis 4 Stunden[3]